# Línea 154 (Interurbanos Madrid)
La línea 154 de la red de autobuses interurbanos de Madrid une de forma circular la Estación de Chamartín con San Sebastián de los Reyes, pasando por Fuencarral.

## Características
Esta línea circular une entre sí la Estación de Chamartín, parte del barrio de Fuencarral, el Distrito Telefónica, Alcobendas y San Sebastián de los Reyes. Aproximadamente tarda 35 minutos en llegar a la Estación de Baunatal en San Sebastián de los Reyes y debido a su naturaleza circular equivaldría a aproximadamente 1h y 10 minutos en realizar un servicio completo desde la Estación de Chamartín.
La línea tiene un recorrido completamente circular, no poseyendo una cabecera para las expediciones de vuelta (exceptuando los servicios que comienzan en San Sebastián de los Reyes). Al llegar aproximadamente a la Estación de Baunatal los carteles electrónicos cambian su destino de S.S.Reyes Circular a MadridxFuencarral denotando así que la línea vuelve a Madrid.
Las primeras expediciones de todos los días comienzan su recorrido en dicha estación y que al llegar a Chamartín realizan el recorrido circular habitual de la línea. También es común ver en la Estación de Baunatal cambios de turno en conductores, al considerarse una pseudo cabecera de línea. Existen además algunas expediciones que no realizan un recorrido circular completo sino que finalizan en la Avenida de Colmenar Viejo de San Sebastián de los Reyes.
La línea fue creada el 1 de mayo del 2012, tras la fusión de las líneas 152A y 154A (con su consecuente desaparición) debido a la baja demanda por ambas líneas. El recorrido que realiza la línea 154 actual es idéntico al que realizaban las dos líneas que reemplaza, saliendo de la Estación de Chamartín y circulando hacia barrio de Fuencarral por la Calle de Nuestra Señora de Valverde. Continúa por la Carretera de Fuencarral atravesando Alcobendas y dando servicio al casco antiguo de San Sebastián de los Reyes, dando la vuelta en la Estación de Baunatal y realizando un recorrido de vuelta casi idéntico al de ida.
Previa a la inauguración del Intercambiador de Plaza de Castilla subterráneo en febrero del 2008 las líneas 152A y 154A partían de dicho intercambiador en superficie, pero vieron sus cabeceras desplazadas permanentemente a la Estación de Chamartín durante las obras y esta característica se comparte con la línea 154 que las reemplazó.
Desde el 15 de mayo del 2020, la línea dejó de circular por la Calle Real de San Sebastián de los Reyes en sentido norte, en su lugar lo hace por el Paseo de Europa. Esto se debió a que el ayuntamiento de San Sebastián de los Reyes autorizó a los establecimientos a ocupar la calzada de la Calle Real como terraza debido a las restricciones de aforo impuestas por las medidas durante la pandemia del COVID-19. Aunque se permitió la circulación en sentido norte, solo era para coches y se cortó el tráfico a autobuses en ambos sentidos, afectando a diversas líneas urbanas e interurbanas que circulaban por dicha Calle Real de San Sebastián de los Reyes. Todas las líneas fueron desviadas y sus paradas trasladadas a las ya existentes en el Paseo de Europa. Aunque actualmente se permite el tráfico hacia el norte en la Calle Real de San Sebastián de los Reyes, todas las líneas de autobús ya tienen las rutas modificadas y no hay planes para que retomen sus antiguas rutas. Fueron varias las paradas que dejaron de operar que se encontraban dentro de la Calle Real de San Sebastián de los Reyes, pero las que afectaron a la línea 154 fueron: 06782 - Calle Real - Calle de Carlos Ruiz, 06783 - Calle Real - Calle de las Higueras y 10476 - Calle Real - Calle Hontanillas. La parada 06782 sigue estando operativa por otra línea.
Desde mediados de febrero del 2021 se suprimió la parada 06785 - Avenida de la Plaza de Toros - Estación de Reyes Católicos. Esto se debió a que el ayuntamiento de San Sebastián de los Reyes realizó obras en la Avenida de la Plaza de Toros peatonalizándola por completo. Este cambio afectó particularmente a la sublínea que operaba en los primeros servicios de la mañana, comenzando su recorrido en la Plaza de Toros. En su lugar, se trasladó la cabecera de dicha sublínea a la siguiente parada 06796 - Avenida de Baunatal - Plaza de Andrés Caballero. A pesar de que oficialmente los servicios que realizan dicha sublínea tienen su cabecera en esa parada, en la realidad comienzan en la parada 06804 - Plaza de la Universidad Popular - Estación de Baunatal, puesto que se dispone de una mejor zona de espera sin entorpecer el tráfico.
Siguiendo la numeración de líneas del CRTM, las líneas que circulan por el corredor 1 son aquellas que dan servicio a los municipios situados en torno a la A-1 y comienzan con un 1. Aquellas numeradas dentro de la decena 150 corresponden a aquellas que circulan por Alcobendas y San Sebastián de los Reyes. Particularmente, los números impares en la decena 150 circulan por Alcobendas y los números pares lo hacen por San Sebastián de los Reyes.
La línea no mantiene los mismos horarios todo el año, desde el 16 de julio al 31 de agosto se reducen el número de expediciones los días laborables entre semana (sábados laborables, domingos y festivos tienen los mismos horarios todo el año), además de los días excepcionales vísperas de festivo y festivos de Navidad en los que los horarios también cambian y se reducen.
Está operada por la empresa Interbus mediante la concesión administrativa VCM-101 - Madrid - Alcobendas - Algete - Tamajón (Viajeros Comunidad de Madrid) del Consorcio Regional de Transportes de Madrid.

### Sublíneas
Aquí se recogen todas las distintas sublíneas que ha tenido la línea 154. La denominación de sublíneas que utiliza el CRTM es la siguiente:
- Número de línea (154)
- Sentido de circulación (1 ida, 2 vuelta)
- Número de sublínea

Por ejemplo, la sublínea 154202 corresponde a la línea 154, sentido 2 (vuelta) y el número 02 de numeración de sublíneas creadas hasta la fecha.
| Ida    | Ruta                          | Itinerario                                  | Vuelta | Ruta                             | Itinerario                        |
| 154101 | -                             | Chamartín - S.S. Reyes - Chamartín          | 154201 | No existe la ruta "-" de vuelta  | No existe la ruta "-" de vuelta   |
| 154102 | No existe la ruta "pt" de ida | No existe la ruta "pt" de ida               | 154202 | pt                               | S.S. Reyes (Baunatal) - Chamartín |
| 154103 | cv                            | Chamartín - S.S. Reyes (Av. Colmenar Viejo) | 154203 | No existe la ruta "cv" de vuelta | No existe la ruta "cv" de vuelta  |

A efectos de nomenclatura interna y en los horarios publicados, la sublínea 154202 sigue denominándose "Desde Plaza de Toros" (de ahí sus siglas "pt") a pesar de que ninguna línea realiza parada en la Plaza de Toros de San Sebastián de los Reyes puesto que la parada correspondiente parada está suprimida y en realidad estos servicios comienzan en la Estación de Baunatal.

## Horarios

### 1 septiembre - 15 julio
NOTA: A menos de que se indique lo contrario, los horarios de "vuelta" son el paso aproximado por la Estación de Baunatal ya que se trata de una línea circular. Solo algunos servicios comienzan su recorrido en dicha estación con una hora de salida fija y programada.
| Lunes a viernes laborables                                               |                        |                        |                        |                        |                        |                        |                        |                        |                        |                        |                        |                        |                        |                        |                        |                        |                        |                        |                        |                        |                        |                        |                        |                        |                        |                        |                        |                        |                        |                        |                        |                        |                        |                        |                        |                        |                        |                        |
| Chamartín > S.S. Reyes                                                   | Chamartín > S.S. Reyes | Chamartín > S.S. Reyes | Chamartín > S.S. Reyes | Chamartín > S.S. Reyes | Chamartín > S.S. Reyes | Chamartín > S.S. Reyes | Chamartín > S.S. Reyes | Chamartín > S.S. Reyes | Chamartín > S.S. Reyes | Chamartín > S.S. Reyes | Chamartín > S.S. Reyes | Chamartín > S.S. Reyes | Chamartín > S.S. Reyes | Chamartín > S.S. Reyes | Chamartín > S.S. Reyes | Chamartín > S.S. Reyes | Chamartín > S.S. Reyes | Chamartín > S.S. Reyes | S.S. Reyes > Chamartín | S.S. Reyes > Chamartín | S.S. Reyes > Chamartín | S.S. Reyes > Chamartín | S.S. Reyes > Chamartín | S.S. Reyes > Chamartín | S.S. Reyes > Chamartín | S.S. Reyes > Chamartín | S.S. Reyes > Chamartín | S.S. Reyes > Chamartín | S.S. Reyes > Chamartín | S.S. Reyes > Chamartín | S.S. Reyes > Chamartín | S.S. Reyes > Chamartín | S.S. Reyes > Chamartín | S.S. Reyes > Chamartín | S.S. Reyes > Chamartín | S.S. Reyes > Chamartín | S.S. Reyes > Chamartín | S.S. Reyes > Chamartín |
| 06                                                                       | 07                     | 08                     | 09                     | 10                     | 11                     | 12                     | 13                     | 14                     | 15                     | 16                     | 17                     | 18                     | 19                     | 20                     | 21                     | 22                     | 23                     | 00                     | 05                     | 06                     | 07                     | 08                     | 09                     | 10                     | 11                     | 12                     | 13                     | 14                     | 15                     | 16                     | 17                     | 18                     | 19                     | 20                     | 21                     | 22                     | 23                     | 00                     |
| 30 50                                                                    | 10 30 50               | 10 30 50               | 10 30 50               | 15 50                  | 20 50                  | 20 50                  | 20 50                  | 15 45                  | 15 35 55               | 15 35 55               | 15 35                  | 00 20 40               | 00 30                  | 00 30                  | 00 30                  | 00 30                  | 00 30                  | 00                     | 45                     | 05 25 45               | 05 25 45               | 05 25 45               | 05 25 45               | 05 25 50               | 25 55                  | 25 55                  | 25 55                  | 25 55                  | 10 20 50               | 10 30 50               | 10 30 50               | 10 35 55               | 15 35                  | 05 35                  | 05 35                  | 05 35                  | 05 35                  | 05 35                  |
| Todo el año                                                              |                        |                        |                        |                        |                        |                        |                        |                        |                        |                        |                        |                        |                        |                        |                        |                        |                        |                        |                        |                        |                        |                        |                        |                        |                        |                        |                        |                        |                        |                        |                        |                        |                        |                        |                        |                        |                        |                        |
| Sábados laborables                                                       |                        |                        |                        |                        |                        |                        |                        |                        |                        |                        |                        |                        |                        |                        |                        |                        |                        |                        |                        |                        |                        |                        |                        |                        |                        |                        |                        |                        |                        |                        |                        |                        |                        |                        |                        |                        |                        |                        |
| Chamartín > S.S. Reyes                                                   | Chamartín > S.S. Reyes | Chamartín > S.S. Reyes | Chamartín > S.S. Reyes | Chamartín > S.S. Reyes | Chamartín > S.S. Reyes | Chamartín > S.S. Reyes | Chamartín > S.S. Reyes | Chamartín > S.S. Reyes | Chamartín > S.S. Reyes | Chamartín > S.S. Reyes | Chamartín > S.S. Reyes | Chamartín > S.S. Reyes | Chamartín > S.S. Reyes | Chamartín > S.S. Reyes | Chamartín > S.S. Reyes | Chamartín > S.S. Reyes | Chamartín > S.S. Reyes | Chamartín > S.S. Reyes | S.S. Reyes > Chamartín | S.S. Reyes > Chamartín | S.S. Reyes > Chamartín | S.S. Reyes > Chamartín | S.S. Reyes > Chamartín | S.S. Reyes > Chamartín | S.S. Reyes > Chamartín | S.S. Reyes > Chamartín | S.S. Reyes > Chamartín | S.S. Reyes > Chamartín | S.S. Reyes > Chamartín | S.S. Reyes > Chamartín | S.S. Reyes > Chamartín | S.S. Reyes > Chamartín | S.S. Reyes > Chamartín | S.S. Reyes > Chamartín | S.S. Reyes > Chamartín | S.S. Reyes > Chamartín | S.S. Reyes > Chamartín | S.S. Reyes > Chamartín |
| 06                                                                       | 07                     | 08                     | 09                     | 10                     | 11                     | 12                     | 13                     | 14                     | 15                     | 16                     | 17                     | 18                     | 19                     | 20                     | 21                     | 22                     | 23                     | 00                     | 05                     | 06                     | 07                     | 08                     | 09                     | 10                     | 11                     | 12                     | 13                     | 14                     | 15                     | 16                     | 17                     | 18                     | 19                     | 20                     | 21                     | 22                     | 23                     | 00                     |
| 50                                                                       | 35                     | 20                     | 05 45                  | 35                     | 20                     | 05 45                  | 35                     | 20                     | 05 45                  | 35                     | 20                     | 05 45                  | 35                     | 20                     | 05 45                  | 35                     | 20                     |                        |                        | 10 50                  | 25                     | 10 55                  | 40                     | 25                     | 10 55                  | 40                     | 25                     | 10 55                  | 40                     | 25                     | 10 55                  | 40                     | 25                     | 10 55                  | 40                     | 25                     | 10 55                  |                        |
| Todo el año                                                              |                        |                        |                        |                        |                        |                        |                        |                        |                        |                        |                        |                        |                        |                        |                        |                        |                        |                        |                        |                        |                        |                        |                        |                        |                        |                        |                        |                        |                        |                        |                        |                        |                        |                        |                        |                        |                        |                        |
| Domingos y festivos                                                      |                        |                        |                        |                        |                        |                        |                        |                        |                        |                        |                        |                        |                        |                        |                        |                        |                        |                        |                        |                        |                        |                        |                        |                        |                        |                        |                        |                        |                        |                        |                        |                        |                        |                        |                        |                        |                        |                        |
| Chamartín > S.S. Reyes                                                   | Chamartín > S.S. Reyes | Chamartín > S.S. Reyes | Chamartín > S.S. Reyes | Chamartín > S.S. Reyes | Chamartín > S.S. Reyes | Chamartín > S.S. Reyes | Chamartín > S.S. Reyes | Chamartín > S.S. Reyes | Chamartín > S.S. Reyes | Chamartín > S.S. Reyes | Chamartín > S.S. Reyes | Chamartín > S.S. Reyes | Chamartín > S.S. Reyes | Chamartín > S.S. Reyes | Chamartín > S.S. Reyes | Chamartín > S.S. Reyes | Chamartín > S.S. Reyes | Chamartín > S.S. Reyes | S.S. Reyes > Chamartín | S.S. Reyes > Chamartín | S.S. Reyes > Chamartín | S.S. Reyes > Chamartín | S.S. Reyes > Chamartín | S.S. Reyes > Chamartín | S.S. Reyes > Chamartín | S.S. Reyes > Chamartín | S.S. Reyes > Chamartín | S.S. Reyes > Chamartín | S.S. Reyes > Chamartín | S.S. Reyes > Chamartín | S.S. Reyes > Chamartín | S.S. Reyes > Chamartín | S.S. Reyes > Chamartín | S.S. Reyes > Chamartín | S.S. Reyes > Chamartín | S.S. Reyes > Chamartín | S.S. Reyes > Chamartín | S.S. Reyes > Chamartín |
| 06                                                                       | 07                     | 08                     | 09                     | 10                     | 11                     | 12                     | 13                     | 14                     | 15                     | 16                     | 17                     | 18                     | 19                     | 20                     | 21                     | 22                     | 23                     | 00                     | 05                     | 06                     | 07                     | 08                     | 09                     | 10                     | 11                     | 12                     | 13                     | 14                     | 15                     | 16                     | 17                     | 18                     | 19                     | 20                     | 21                     | 22                     | 23                     | 00                     |
| 50                                                                       |                        | 20                     | 50                     | 35                     | 20                     | 05 50                  | 35                     | 20                     | 05 50                  |                        | 20                     | 50                     |                        | 20                     | 50                     |                        | 20                     |                        |                        | 10                     | 25                     | 55                     |                        | 25                     | 10 55                  | 40                     | 25                     | 10 55                  | 40                     | 25                     | 55                     |                        | 25                     | 55                     |                        | 25                     | 55                     |                        |
| Termina en la Avenida de Colmenar Viejo (S.S. Reyes), no vuelve a Madrid |                        |                        |                        |                        |                        |                        |                        |                        |                        |                        |                        |                        |                        |                        |                        |                        |                        |                        |                        |                        |                        |                        |                        |                        |                        |                        |                        |                        |                        |                        |                        |                        |                        |                        |                        |                        |                        |                        |
| Comienza en la estación de Baunatal                                      |                        |                        |                        |                        |                        |                        |                        |                        |                        |                        |                        |                        |                        |                        |                        |                        |                        |                        |                        |                        |                        |                        |                        |                        |                        |                        |                        |                        |                        |                        |                        |                        |                        |                        |                        |                        |                        |                        |

### 16 julio - 31 agosto
NOTA: A menos de que se indique lo contrario, los horarios de "vuelta" son el paso aproximado por la Estación de Baunatal ya que se trata de una línea circular. Solo algunos servicios comienzan su recorrido en dicha estación con una hora de salida fija y programada.
| Lunes a viernes laborables                                               |                        |                        |                        |                        |                        |                        |                        |                        |                        |                        |                        |                        |                        |                        |                        |                        |                        |                        |                        |                        |                        |                        |                        |                        |                        |                        |                        |                        |                        |                        |                        |                        |                        |                        |                        |                        |                        |                        |
| Chamartín > S.S. Reyes                                                   | Chamartín > S.S. Reyes | Chamartín > S.S. Reyes | Chamartín > S.S. Reyes | Chamartín > S.S. Reyes | Chamartín > S.S. Reyes | Chamartín > S.S. Reyes | Chamartín > S.S. Reyes | Chamartín > S.S. Reyes | Chamartín > S.S. Reyes | Chamartín > S.S. Reyes | Chamartín > S.S. Reyes | Chamartín > S.S. Reyes | Chamartín > S.S. Reyes | Chamartín > S.S. Reyes | Chamartín > S.S. Reyes | Chamartín > S.S. Reyes | Chamartín > S.S. Reyes | Chamartín > S.S. Reyes | S.S. Reyes > Chamartín | S.S. Reyes > Chamartín | S.S. Reyes > Chamartín | S.S. Reyes > Chamartín | S.S. Reyes > Chamartín | S.S. Reyes > Chamartín | S.S. Reyes > Chamartín | S.S. Reyes > Chamartín | S.S. Reyes > Chamartín | S.S. Reyes > Chamartín | S.S. Reyes > Chamartín | S.S. Reyes > Chamartín | S.S. Reyes > Chamartín | S.S. Reyes > Chamartín | S.S. Reyes > Chamartín | S.S. Reyes > Chamartín | S.S. Reyes > Chamartín | S.S. Reyes > Chamartín | S.S. Reyes > Chamartín | S.S. Reyes > Chamartín |
| 06                                                                       | 07                     | 08                     | 09                     | 10                     | 11                     | 12                     | 13                     | 14                     | 15                     | 16                     | 17                     | 18                     | 19                     | 20                     | 21                     | 22                     | 23                     | 00                     | 05                     | 06                     | 07                     | 08                     | 09                     | 10                     | 11                     | 12                     | 13                     | 14                     | 15                     | 16                     | 17                     | 18                     | 19                     | 20                     | 21                     | 22                     | 23                     | 00                     |
| 30                                                                       | 00 30                  | 00 30                  | 00                     | 00 35                  | 20                     | 05 50                  | 35                     | 20                     | 05 50                  | 35                     | 20                     | 05 50                  | 35                     | 20                     | 05 50                  | 35                     | 20                     |                        | 45                     | 00 30                  | 00 30                  | 00 30                  | 00 30                  | 30                     | 05 50                  | 35                     | 20                     | 05 50                  | 35                     | 20                     | 05 50                  | 35                     | 20                     | 05 50                  | 35                     | 20                     | 05 55                  |                        |
| Todo el año                                                              |                        |                        |                        |                        |                        |                        |                        |                        |                        |                        |                        |                        |                        |                        |                        |                        |                        |                        |                        |                        |                        |                        |                        |                        |                        |                        |                        |                        |                        |                        |                        |                        |                        |                        |                        |                        |                        |                        |
| Sábados laborables                                                       |                        |                        |                        |                        |                        |                        |                        |                        |                        |                        |                        |                        |                        |                        |                        |                        |                        |                        |                        |                        |                        |                        |                        |                        |                        |                        |                        |                        |                        |                        |                        |                        |                        |                        |                        |                        |                        |                        |
| Chamartín > S.S. Reyes                                                   | Chamartín > S.S. Reyes | Chamartín > S.S. Reyes | Chamartín > S.S. Reyes | Chamartín > S.S. Reyes | Chamartín > S.S. Reyes | Chamartín > S.S. Reyes | Chamartín > S.S. Reyes | Chamartín > S.S. Reyes | Chamartín > S.S. Reyes | Chamartín > S.S. Reyes | Chamartín > S.S. Reyes | Chamartín > S.S. Reyes | Chamartín > S.S. Reyes | Chamartín > S.S. Reyes | Chamartín > S.S. Reyes | Chamartín > S.S. Reyes | Chamartín > S.S. Reyes | Chamartín > S.S. Reyes | S.S. Reyes > Chamartín | S.S. Reyes > Chamartín | S.S. Reyes > Chamartín | S.S. Reyes > Chamartín | S.S. Reyes > Chamartín | S.S. Reyes > Chamartín | S.S. Reyes > Chamartín | S.S. Reyes > Chamartín | S.S. Reyes > Chamartín | S.S. Reyes > Chamartín | S.S. Reyes > Chamartín | S.S. Reyes > Chamartín | S.S. Reyes > Chamartín | S.S. Reyes > Chamartín | S.S. Reyes > Chamartín | S.S. Reyes > Chamartín | S.S. Reyes > Chamartín | S.S. Reyes > Chamartín | S.S. Reyes > Chamartín | S.S. Reyes > Chamartín |
| 06                                                                       | 07                     | 08                     | 09                     | 10                     | 11                     | 12                     | 13                     | 14                     | 15                     | 16                     | 17                     | 18                     | 19                     | 20                     | 21                     | 22                     | 23                     | 00                     | 05                     | 06                     | 07                     | 08                     | 09                     | 10                     | 11                     | 12                     | 13                     | 14                     | 15                     | 16                     | 17                     | 18                     | 19                     | 20                     | 21                     | 22                     | 23                     | 00                     |
| 50                                                                       | 35                     | 20                     | 05 45                  | 35                     | 20                     | 05 45                  | 35                     | 20                     | 05 45                  | 35                     | 20                     | 05 45                  | 35                     | 20                     | 05 45                  | 35                     | 20                     |                        |                        | 10 50                  | 25                     | 10 55                  | 40                     | 25                     | 10 55                  | 40                     | 25                     | 10 55                  | 40                     | 25                     | 10 55                  | 40                     | 25                     | 10 55                  | 40                     | 25                     | 10 55                  |                        |
| Todo el año                                                              |                        |                        |                        |                        |                        |                        |                        |                        |                        |                        |                        |                        |                        |                        |                        |                        |                        |                        |                        |                        |                        |                        |                        |                        |                        |                        |                        |                        |                        |                        |                        |                        |                        |                        |                        |                        |                        |                        |
| Domingos y festivos                                                      |                        |                        |                        |                        |                        |                        |                        |                        |                        |                        |                        |                        |                        |                        |                        |                        |                        |                        |                        |                        |                        |                        |                        |                        |                        |                        |                        |                        |                        |                        |                        |                        |                        |                        |                        |                        |                        |                        |
| Chamartín > S.S. Reyes                                                   | Chamartín > S.S. Reyes | Chamartín > S.S. Reyes | Chamartín > S.S. Reyes | Chamartín > S.S. Reyes | Chamartín > S.S. Reyes | Chamartín > S.S. Reyes | Chamartín > S.S. Reyes | Chamartín > S.S. Reyes | Chamartín > S.S. Reyes | Chamartín > S.S. Reyes | Chamartín > S.S. Reyes | Chamartín > S.S. Reyes | Chamartín > S.S. Reyes | Chamartín > S.S. Reyes | Chamartín > S.S. Reyes | Chamartín > S.S. Reyes | Chamartín > S.S. Reyes | Chamartín > S.S. Reyes | S.S. Reyes > Chamartín | S.S. Reyes > Chamartín | S.S. Reyes > Chamartín | S.S. Reyes > Chamartín | S.S. Reyes > Chamartín | S.S. Reyes > Chamartín | S.S. Reyes > Chamartín | S.S. Reyes > Chamartín | S.S. Reyes > Chamartín | S.S. Reyes > Chamartín | S.S. Reyes > Chamartín | S.S. Reyes > Chamartín | S.S. Reyes > Chamartín | S.S. Reyes > Chamartín | S.S. Reyes > Chamartín | S.S. Reyes > Chamartín | S.S. Reyes > Chamartín | S.S. Reyes > Chamartín | S.S. Reyes > Chamartín | S.S. Reyes > Chamartín |
| 06                                                                       | 07                     | 08                     | 09                     | 10                     | 11                     | 12                     | 13                     | 14                     | 15                     | 16                     | 17                     | 18                     | 19                     | 20                     | 21                     | 22                     | 23                     | 00                     | 05                     | 06                     | 07                     | 08                     | 09                     | 10                     | 11                     | 12                     | 13                     | 14                     | 15                     | 16                     | 17                     | 18                     | 19                     | 20                     | 21                     | 22                     | 23                     | 00                     |
| 50                                                                       |                        | 20                     | 50                     | 35                     | 20                     | 05 50                  | 35                     | 20                     | 05 50                  |                        | 20                     | 50                     |                        | 20                     | 50                     |                        | 20                     |                        |                        | 10                     | 25                     | 55                     |                        | 25                     | 10 55                  | 40                     | 25                     | 10 55                  | 40                     | 25                     | 55                     |                        | 25                     | 55                     |                        | 25                     | 55                     |                        |
| Termina en la Avenida de Colmenar Viejo (S.S. Reyes), no vuelve a Madrid |                        |                        |                        |                        |                        |                        |                        |                        |                        |                        |                        |                        |                        |                        |                        |                        |                        |                        |                        |                        |                        |                        |                        |                        |                        |                        |                        |                        |                        |                        |                        |                        |                        |                        |                        |                        |                        |                        |
| Comienza en la estación de Baunatal                                      |                        |                        |                        |                        |                        |                        |                        |                        |                        |                        |                        |                        |                        |                        |                        |                        |                        |                        |                        |                        |                        |                        |                        |                        |                        |                        |                        |                        |                        |                        |                        |                        |                        |                        |                        |                        |                        |                        |

## Recorrido y paradas
La línea comienza su recorrido en la estación de Chamartín en la calle del Padre Francisco Palau y Quer. Esta parada es compartida como cabecera de la línea 815. A través de la propia estación de Chamartín establece enlace con las líneas 1 y 10 del Metro de Madrid, las líneas C1, C2, C3, C4, C7, C8 y C10 de Cercanías Madrid y además de servicios de larga distancia.
Sale de la estación hacia la calle del Padre Francisco Palau y Quer (sin paradas) y toma el lateral paseo de la Castellana hacia el norte (2 paradas) hasta desembocar en la calle de Viejas (sin paradas) y continuar hacia Fuencarral por la calle de Mauricio Legendre (sin paradas). Dicha calle se fusiona con la avenida del Llano Castellano (2 paradas), que a su vez se fusiona en la calle de Nuestra Señora de Valverde.
Abandona el casco urbano de Fuencarral hacia Alcobendas por la carretera M-603 (2 paradas) y se desvía hacia la calle del Pórtico de la Gloria enlazando con la estación de Ronda de la Comunicación que da servicio al Distrito Telefónica. Continúa por dicha calle hasta llegar a la avenida de Europa y realizar una parada en la plaza de París dando servicio a la zona comercial de La Moraleja Green. Retoma brevemente la carretera M-603 (sin paradas) hasta desviarse y parar en frente del Centro Comercial Planet en Alcobendas y en la calle de la Yuca en la entrada del Soto de La Moraleja.
A continuación toma la vía de servicio de la A-1 y se adentra en el casco urbano de Alcobendas. Aquí circula por la avenida Olímpica (2 paradas), la calle de Francisca Delgado (sin paradas) y el bulevar de Salvador Allende (sin paradas) hasta llegar a la rotonda de Moscatelares. En ella toma el paseo de Europa (3 paradas) recorriéndolo hasta que se desvía hacia la avenida del Camino de lo Cortao (sin paradas) y gira hacia el casco urbano de San Sebastián de los Reyes por la avenida de Matapiñonera, avenida de los Reyes Católicos y calle de San Onofre (todas sin paradas) hasta llegar a la avenida de Baunatal y parar en la plaza de Andrés Caballero. Circula por dicha avenida hasta la Estación de Baunatal en la Plaza de la Universidad Popular.
Desde aquí parten las primeras expediciones de la mañana hacia Chamartín, además de que los carteles electrónicos cambian el destino de la línea desde S.S.Reyes Circular a MadridxFuencarral denotando así que la línea vuelve a Madrid. Es también en este punto común ver cambios de turno en los conductores, llevando a una pequeña pausa en la circulación de la línea.
El recorrido de "vuelta" a Madrid es igual al de ida pero en sentido contrario excepto en determinados puntos:
Ya no circula por el paseo de Europa, al abandonar la avenida de Baunatal toma la avenida de la Sierra (1 parada) hasta girar hacia la avenida de Colmenar Viejo (1 parada). Después toma la calle Real de San Sebastián de los Reyes en sentido sur (1 parada) y cruza la avenida de España hacia Alcobendas para llegar a la calle de la Marquesa Viuda de Aldama (2 paradas) y la avenida de la Libertad (1 parada).
Desde aquí en vez de tomar la vía de servicio de la A-1 se desvía hacia la carretera M-603 realizando 3 paradas dando servicio a los polígonos industriales del sur de Alcobendas. Después vuelve a parar en la plaza de París como a la ida.
Todo el recorrido desde ese punto es idéntico al de ida, salvo que circula por la calle de Mauricio Legendre (3 paradas) en vez del paseo de la Castellana y finalizar en la estación de Chamartín.
| Código | Zona | Localidad                  | Denominación                                                             | Ubicación                                  | Líneas de la parada                                                                                 | Metro / Cercanías        |
| --- | ---- | -------------------------- | ------------------------------------------------------------------------ | ------------------------------------------ | --------------------------------------------------------------------------------------------------- | ------------------------ |
| 50032 |      | Madrid                     | Estación de Chamartín                                                    | Calle del Padre Francisco Palau y Quer Nº7 | 154 815                                                                                             | Chamartín                |
| 2654 |      | Madrid                     | Paseo de la Castellana - Calle de Manuel Caldeiro                        | Calle de Manuel Caldeiro Nº1               | 66 SE704 154                                                                                        |                          |
| 2655 |      | Madrid                     | Paseo de la Castellana - Calle de Viejas                                 | Paseo de la Castellana Nº298               | 66 SE704 154                                                                                        | Begoña                   |
| 2662 |      | Madrid                     | Avenida del Llano Castellano - Calle de Francisco Sancha                 | Avenida de Salas de los Infantes Nº1       | 66 124 137 SE704 154                                                                                | Begoña                   |
| 2666 |      | Madrid                     | Avenida del Llano Castellano - Calle Valdegovía                          | Avenida del Llano Castellano Nº51          | 66 124 137 N24 SE704 154                                                                            |                          |
| 2672 |      | Madrid                     | Calle de Nuestra Señora de Valverde - Calle de la Isla de Sumatra        | Calle de Nuestra Señora de Valverde Nº62   | 66 137 N24 SE704 154                                                                                |                          |
| 3386 |      | Madrid                     | Calle de Nuestra Señora de Valverde - Calle de Alonso Quijano            | Calle de Nuestra Señora de Valverde Nº193  | T61 154                                                                                             |                          |
| 3881 |      | Madrid                     | Carretera de Fuencarral a Alcobendas S/Nº                                | M-603 km. 0,7                              | 170 T61 154                                                                                         |                          |
| 3984 |      | Madrid                     | Carretera de Fuencarral a Alcobendas - Calle de Isabel Colbrand          | Calle de Isabel Colbrand Nº1               | T61 154                                                                                             |                          |
| 16813 |      | Madrid                     | Ronda de la Comunicación - Estación de Ronda de la Comunicación          | Ronda de la Comunicación Nº16              | 154                                                                                                 | Ronda de la Comunicación |
| 11226 |      | Alcobendas                 | Plaza de París - Parque Empresarial La Moraleja                          | Plaza de París Nº1                         | 154 157 157C                                                                                        |                          |
| 06681 |      | Alcobendas                 | Calle de Francisco Chico Mendes - Centro Comercial Planet Alcobendas     | Calle de Francisco Chico Mendes Nº2        | 154 157                                                                                             |                          |
| 06682 |      | Alcobendas                 | Calle de la Yuca - Carretera N-1                                         | Calle de la Yuca S/Nº                      | 154 157                                                                                             |                          |
| 06690 |      | Alcobendas                 | Carretera de Irún - Concesionario                                        | Carretera de Irún km. 14,7                 | 151 152C 153 154 154C 156 157 158 161 N103                                                          |                          |
| 06691 |      | Alcobendas                 | Avenida Olímpica - Centro Comercial La Vega                              | Avenida Olímpica Nº9                       | 151 152C 153 154 154C 156 158 161 171 N103                                                          |                          |
| 06692 |      | Alcobendas                 | Avenida Olímpica - Pabellón deportivo                                    | Avenida Olímpica Nº3A                      | 151 152C 153 154 154C 156 158 161 171 181 182 183 191S 193S 194D 195S 196S 197S N103 N104S VAC-242S |                          |
| 15192 |      | San Sebastián de los Reyes | Paseo de Europa - Avenida del Juncal                                     | Paseo de Europa Nº26                       | 152C 154 156 161 180 181 182 183 191S 193S 194S 195S 196S 197S N103 N104S 4 7                       |                          |
| 06693 |      | San Sebastián de los Reyes | Paseo de Europa - Calle de María Santos Colmenar                         | Paseo de Europa S/N.º                      | 152C 154 156 161 180 181 182 183 191 193 194 195 196 197 N103 N104 VAC-242S 4 7                     |                          |
| 17237 |      | San Sebastián de los Reyes | Paseo de Europa - Calle de Leopoldo Gimeno                               | Paseo de Europa Nº26                       | 152C 154 156 161 180 181 182 183 N103 4 7                                                           |                          |
| 06796 |      | San Sebastián de los Reyes | Avenida de Baunatal - Plaza de Andrés Caballero                          | Avenida de Baunatal Nº2                    | 154 154C 158 N102 4 5                                                                               |                          |
| A partir de aquí comienza el servicio de vuelta, y se cambian los carteles electrónicos hacia Madrid. La hora de paso por esta parada es aproximadamente 35 minutos después de salir de Madrid |      |                            |                                                                          |                                            | |                          |
| Los servicios desde la Estación de Baunatal comienzan aquí |      |                            |                                                                          |                                            | |                          |
| 06804 |      | San Sebastián de los Reyes | Plaza de la Universidad Popular - Estación de Baunatal                   | Plaza de la Universidad Popular Nº2        | 153 154 154C 158 827A N102 4 5                                                                      | Baunatal                 |
| 06797 |      | San Sebastián de los Reyes | Avenida de Baunatal - Plaza de Andrés Caballero                          | Avenida de Baunatal Nº1A                   | 154 154C 158 827A 4 5                                                                               |                          |
| 06795 |      | San Sebastián de los Reyes | Avenida de la Sierra - Calle Cervantes                                   | Avenida de la Sierra Nº10                  | 154 154C 158 827A 4                                                                                 |                          |
| 06792 |      | San Sebastián de los Reyes | Avenida de Colmenar Viejo - Calle Nuestra Señora del Carmen              | Avenida de Colmenar Viejo Nº27             | 154 154C 827 827A 2 4 7                                                                             |                          |
| Los servicios hasta la Avenida de Colmenar Viejo terminan aquí |      |                            |                                                                          |                                            | |                          |
| 06790 |      | San Sebastián de los Reyes | Calle Real - Calle del Sacramento                                        | Calle Real Nº3                             | 154 154C 827 827A 2                                                                                 |                          |
| 06780 |      | Alcobendas                 | Calle de la Marquesa Viuda de Aldama - Travesía del Cañón                | Calle de la Marquesa Viuda de Aldama S/Nº  | 152C 154 154C 156 161 171 N101                                                                      |                          |
| 06755 |      | Alcobendas                 | Calle de la Marquesa Viuda de Aldama - Calle de Nuestra Señora del Pilar | Calle de la Marquesa Viuda de Aldama Nº14  | 151 152C 153 154 154C 156 158 161 171 827 828 N101 2 5 10                                           |                          |
| 06768 |      | Alcobendas                 | Calle de la Libertad - Calle de Julián Baena Castro                      | Calle de la Libertad Nº26                  | 06768 A 154 158 171 06768 B 152C 154C 161 N101 5 06768 C 151 153 156                                |                          |
| 06842 |      | Alcobendas                 | Carretera M-603 - Centro Comercial Río Norte                             | M-603 km. 3,9                              | 154 157 157C                                                                                        |                          |
| 06843 |      | Alcobendas                 | Carretera M-603 - Polígono Industrial Calabozos                          | Carretera de Fuencarral Nº78               | 154 157 157C 6                                                                                      |                          |
| 06635 |      | Alcobendas                 | Carretera de Fuencarral - Calle de San Rafael                            | M-603 km. 2,8                              | 154 157 157C                                                                                        |                          |
| 16811 |      | Alcobendas                 | Avenida de Europa - Parque Empresarial La Moraleja                       | Avenida de Europa Nº8                      | 154                                                                                                 |                          |
| 16814 |      | Madrid                     | Calle del Pórtico de la Gloria - Ronda de la Comunicación                | Calle del Pórtico de la Gloria Nº2         | 154                                                                                                 | Ronda de la Comunicación |
| 3985 |      | Madrid                     | Carretera de Fuencarral a Alcobendas - M-40                              | M-603 km. 1,6                              | T61 154                                                                                             |                          |
| 3882 |      | Madrid                     | Carretera de Fuencarral a Alcobendas S/Nº                                | M-603 km. 0,8                              | 170 175 T61 N24 154                                                                                 |                          |
| 3399 |      | Madrid                     | Calle de Nuestra Señora de Valverde - Calle de Alonso Quijano            | Calle de Nuestra Señora de Valverde Nº179  | T61 154                                                                                             |                          |
| 2673 |      | Madrid                     | Calle de Nuestra Señora de Valverde - Calle de la Isla de Sumatra        | Calle de Nuestra Señora de Valverde Nº62   | 66 137 N24 SE704 154                                                                                |                          |
| 2667 |      | Madrid                     | Avenida del Llano Castellano - Calle Valdegovía                          | Avenida del Llano Castellano Nº51          | 66 124 137 N24 SE704 154                                                                            |                          |
| 2663 |      | Madrid                     | Avenida del Llano Castellano - Calle de Francisco Sancha                 | Avenida del Llano Castellano Nº15          | 66 124 137 N24 SE704 154                                                                            | Begoña                   |
| 2657 |      | Madrid                     | Calle de Mauricio Legendre - Calle de Viejas                             | Calle de Mauricio Legendre Nº59            | 66 SE704 154                                                                                        | Begoña                   |
| 2658 |      | Madrid                     | Calle de Mauricio Legendre - Calle de Manuel Caldeiro                    | Calle de Mauricio Legendre Nº45A           | 66 SE704 154                                                                                        |                          |
| 2659 |      | Madrid                     | Calle de Mauricio Legendre - Calle del Padre Francisco Palau y Quer      | Calle de Mauricio Legendre Nº39            | 66 SE704 154                                                                                        |                          |
| 50032 |      | Madrid                     | Estación de Chamartín                                                    | Calle del Padre Francisco Palau y Quer Nº7 | 154 815                                                                                             | Chamartín                |
| Notas: S Sólo permite la subida de viajeros |      |                            |                                                                          |                                            | |                          |